# Stéphane Mosès
Stéphane Mosès, geboren als Stefan Moses, (* 11. Juni 1931 in Berlin; † 1. Dezember 2007 in Paris) war ein israelisch-französischer Literaturwissenschaftler deutscher Herkunft.

## Leben
Stéphane Mosès stammte aus der jüdischen Familie Moses, die in Berlin zum literarisch gebildeten Bürgertum gehörte: Sein Großvater mütterlicherseits war der Schriftsteller und Verlagsbuchhändler Heinrich Kurtzig. 1937 musste die Familie aus dem nationalsozialistischen Deutschland zunächst für ein Jahr nach Amsterdam und 1938 dann weiter nach Casablanca fliehen. In Marokko begann Stéphane Mosès Schulzeit in einer französischen Schule. Bei Ausbruch des Zweiten Weltkrieges wurden er und alle Familienangehörigen – Mutter, Großmutter und Bruder – zu feindlichen Ausländern erklärt. Unter dem Vichy-Regime folgte 1942 in Marokko die Internierung im Lager von Sidi-el-Ayachi. Nach dem Ende des Zweiten Weltkriegs erwarb Stéphane Mosès im Jahr 1949 die französische Staatsangehörigkeit und besuchte ab 1950, mit einem Stipendium finanziert, die École normale supérieure. 1954 wurde er Dozent für deutsche Sprache und Literatur.
Ende der 1950er Jahre entwickelte sich unter den Juden in Frankreich ein verstärktes Interesse für die jüdische religiös-kulturelle Tradition. Unter dem Einfluss von Intellektuellen wie dem Philosophen Léon Ashkénasi und dem mit ihm befreundeten Biophysiker Henri Atlan (* 1931) zeigte auch Stéphane Mosès ein starkes Interesse dafür. Er beschäftigte sich mit den bis dahin fast in Vergessenheit geratenen deutsch-jüdischen Philosophen Hermann Cohen, Martin Buber und Franz Rosenzweig. Ihnen widmete er seine Habilitationsschrift.
1961 wurde Stéphane Mosès Meisterassistent (maître-assistant) für deutsche Sprache und Literatur an der Sorbonne, wechselte jedoch im gleichen Jahr als Hochschullehrer an die neu gegründete Universität von Nanterre. In den 1960er Jahren leitete er die Schule Gilbert-Bloch. In jener Zeit entwickelte sich die auch unter dem Namen Êcole d'Orsay bekannte Schule zu einem Zentrum des kulturellen Lebens innerhalb der jüdischen Gemeinschaft in Frankreich. Dort lernte er seine Frau, die Malerin Liliane Klapisch, kennen. Der Ehe entstammen drei Kinder.
1969 – unter dem Eindruck des Sechstagekrieges – zog die Familie nach Israel. 1977 begründete Stéphane Mosès an der Hebräischen Universität Jerusalem den Lehrstuhl für Vergleichende Literaturwissenschaft. 1987 wurde Mosès Mitglied der Deutschen Akademie für Sprache und Dichtung. 1990 war er Gründungsdirektor des Franz-Rosenzweig-Zentrums für deutsch-jüdische Kultur- und Literaturgeschichte an der Hebräischen Universität Jerusalem. Das Zentrum leitete er bis zu seiner Emeritierung im Jahr 1996.
1997 kehrte Stéphane Mosès nach Paris zurück und setzte dort seine Arbeit fort. In seinen letzten Lebensjahren war er in Deutschland aktiv. Seine letzte große öffentliche Arbeit war die Leitung der angesehenen jährlichen Étienne-Gilson-Konferenzen am katholischen Institut Paris in den Jahren 2006 und 2007. Er starb Dezember 2007 in Paris und wurde im Jerusalemer Friedhof Sanhedria beigesetzt, in einigen Metern Entfernung vom Grab von Gershom Scholem und gleich neben dem Grab von Max Warschawski.

## Leistungen
Stéphane Mosès hat einen maßgeblichen Anteil daran, die deutsch-jüdische literarische Tradition, die durch den Nationalsozialismus abgebrochen wurde, ins Interesse der Öffentlichkeit zu rücken, insbesondere der französischen Öffentlichkeit. Mit seinem Werk L'Ange de l'histoire machte er den Philosophen Franz Rosenzweig in Frankreich bekannt. Auch an die Philosophen Walter Benjamin und Gershom Scholem und an die Dichter Franz Kafka und Paul Celan führte er das französische Publikum durch seine Studien heran.

## Ehrungen
- 2004: Ehrendoktorwürde der Universität Tübingen
- 2004: Humboldt-Forschungspreis
- 2006: Honorary Member des Leibniz-Zentrums für Literatur- und Kulturforschung  (ZfL) in Berlin

## Veröffentlichungen
Autor
- Une Affinité littéraire. Le Titan de Jean-Paul et Le Docteur Faustus de Thomas Mann. Klincksieck, Paris 1972
- Système et Révélation. La philosophie de Franz Rosenzweig. Éditions du Seuil, Paris 1982
  - Deutsche Ausgabe: System und Offenbarung. Die Philosophie Franz Rosenzweigs. Vorwort von Emmanuel Levinas. Aus dem Französischen von Rainer Rochlitz. Fink, München 1985
- L'Ange de l'Histoire. Rosenzweig, Benjamin, Scholem. Éditions du Seuil, Paris 1992
  - Deutsche Ausgabe: Der Engel der Geschichte. Rosenzweig, Benjamin, Scholem. Jüdischer Verlag, Frankfurt am Main 1992, ISBN 3-633-54088-1
- Exégèse d'une légende. Lectures De Kafka. Edition de l'Eclat, 2006, ISBN 2841621359
- L’Éros et la Loi. Lectures bibliques. Éditions du Seuil, Paris 1999, ISBN 978-2020245890
  - Deutsche Ausgabe: Eros und Gesetz. Zehn Lektüren der Bibel. Aus dem Französischen von Susanne Sandherr und Birgit Schlachter. Fink, München 2004
  - Spanische Ausgabe: El Eros y la Ley. Katz editores, Buenos Aires/Madrid 2007 ISBN 9788496859012
- Un Retour au Judaïsme. Gemeinsam mit Victor Malka. Seuil, Paris 2008, ISBN 2020820935
- Momentaufnahmen/Instantanés. Deutsch und französisch. Hrsg. von Sigrid Weigel. Mit Übersetzungen aus dem Französischen von Clemens Härle und Dirk Naguschewski. Suhrkamp, Berlin 2010, ISBN  978-3518421529

Herausgeber
- Spuren der Schrift. Von Goethe bis Celan. Jüdischer Verlag, Frankfurt 1987 ISBN 3610004029
- Kafka und das Judentum. Gemeinsam mit Karl Erich Grözinger. Jüdischer Verlag, Frankfurt am Main 1987
- Manes Sperber als Europäer. Eine Ethik des Widerstands. Gemeinsam mit Joachim Schlör, Julius H. Schoeps. Edition Hentrich, Berlin 1996
- Gershom Scholem. Literatur und Rhetorik. Gemeinsam mit Sigrid Weigel. Böhlau, Köln 2000

Übersetzer
- Franz Rosenzweig: Der Stern der Erlösung. Französischer Titel: L'Étoile de la rédemption, Éditions du Seuil, Paris 1982